# Akela Cooper
Akela Cooper, född 1980, är en amerikansk manusförfattare. Hon har företrädesvis jobbat med skräckfilmer.

## Filmografi (i urval)
- 2018 – Hell Fest
- 2021 – Malignant
- 2022 – M3GAN
- 2023 – The Nun 2
- 2025 – M3GAN 2.0